# Ratier (île)
Pour les articles homonymes, voir Île aux Oiseaux.
L'île ou îlot du Ratier, appelée aussi « île aux oiseaux », est une île artificielle française créée en 2005 au large de Honfleur, en Normandie, sur le banc du Ratier. Son érection à l'entrée de l'estuaire de la Seine contribue à la sauvegarde de la deuxième plus importante réserve ornithologique du territoire métropolitain après la Camargue.

## Histoire
L'estuaire de la Seine est une étape importante pour les oiseaux migrateurs depuis des millénaires entre l'arctique et les côtes de l'Afrique de l'ouest, voire jusqu'au golfe de Guinée. Il se trouve en un point du « couloir de migration ouest atlantique » où convergent les espèces venant tant du Groenland, que du Svalbard ou de la Péninsule de Taïmyr.
L’activité maritime et portuaire n'a cessé de dégrader le milieu naturel depuis la fin du XIXe siècle. Dès 1849, la canalisation de la Seine maritime, ce cours aval qui avait donné son nom au département, réduisait le parcours Rouen Le Havre de cinq jours à huit heures. Les aménagements du port du Havre décidés à la fin du XXe siècle dans le cadre d'un projet intitulé Le Havre port 2000 entraînent en 2002 la disparition partielle d'une zone de halte fréquentée par les oiseaux migrateurs et située sur des terrains appartenant à la Compagnie industrielle maritime. La CIM est le dépôt de pétrole alimentant une des plus grandes raffineries d'Europe, la raffinerie de Normandie, qui est une propriété de Total. Des mesures compensatoires au profit de la faune aviaire sont décidées. Parmi celles-ci, est prévue la création d'un îlot qui remplace aussi les nombreux bancs de sable qui ont fini par disparaître.
Le site choisi est un point central du banc du Ratier, haut-fond rocheux d'environ 24 ha qui découvre entièrement à marée basse ses galets et ses vasières sauf dans sa partie nord, appelée la Cailloutière ou banc du Cailloutis et arasée en 1939, ainsi que dans son prolongement vers l'ouest, appelé les Ratelets, lesquels s'étirent sur plus de 4 km jusqu'au méridien de Sainte-Adresse et de l'embouchure de la Touques. Sur l'ensemble du banc s'étend alors une moulière, aujourd'hui déclassée mais toujours fréquentée par des pêcheurs à pieds, où les femmes et enfants de pêcheurs de Hennequeville, de Villerville, de Honfleur et même de Fiquefleur sont venus pendant des générations pratiquer en bateau une cueillette au couteau et au râteau. Les nasses à anguilles continueront d'être posées aux alentours jusqu'à leur interdiction, en 2008, en raison des taux de dioxine et de PCB.
L'île est construite par le Grand port maritime du Havre à 700 m à l'ouest de l'extrémité de la digue du Ratier. Celle ci, achevée en 1939 après deux années de travaux, est un enrochement rectiligne et submersible orienté plein ouest délimitant depuis la côte de Honfleur le bord sud du chenal d'entrée dans la Seine dans le prolongement de la rive artificielle de Berville-sur-Mer. Les travaux mettant le site à l'abri des marées les plus hautes sont terminés en avril 2005. Ils n'ont pas été très différents de ceux qui, deux fois l'an,  consistent à déposer les produits de dragage sur le site dit du Kannik ou Kannick (« petite décharge » en breton) au large de la digue de Port 2000 et au sud du Grand Placard, site qui, à l'entrée de la rade de La Carosse, s'est élevé en dix ans de 8 m et depuis 1990 affleure 2 m sous la mer.
Les autres infrastructures compensatoires sont la délimitation, au milieu des dunes du littoral de Gonfreville-l'Orcher, d'une zone de halte pour oiseaux migrateurs ou « reposoir », achevée en février 2002 et complétée d'une vanne en mai 2005, et une nouvelle surface intertidale. Celle ci est créée entre 2003 et 2005 en draguant un méandre de 2 800 m en amont et en aval du pont de Normandie dans la partie nord du lit du fleuve à distance de la Grande vasière de Sandouville mais elle demande des interventions renouvelées. À la fin de l'année 2009, le GPMH aura investi trente neuf millions six cent mil euros pour l'ensemble des travaux à vocation écologique, dont huit pour la seule île du Ratier. Un peu moins de dix pour cent de ce budget a été provisionné.

## Onomastique
« Des grandz rochers ou griefve mort se attire :
Ratier est l’un, de peril place et sente,
[...]
Mais non voulant le roy son secret taire
A composé, de trespure substance,
Port gracieux et havre salutaire. »

— Évocation baroque de la signalisation du Ratier lors de la création du Havre en 1523.

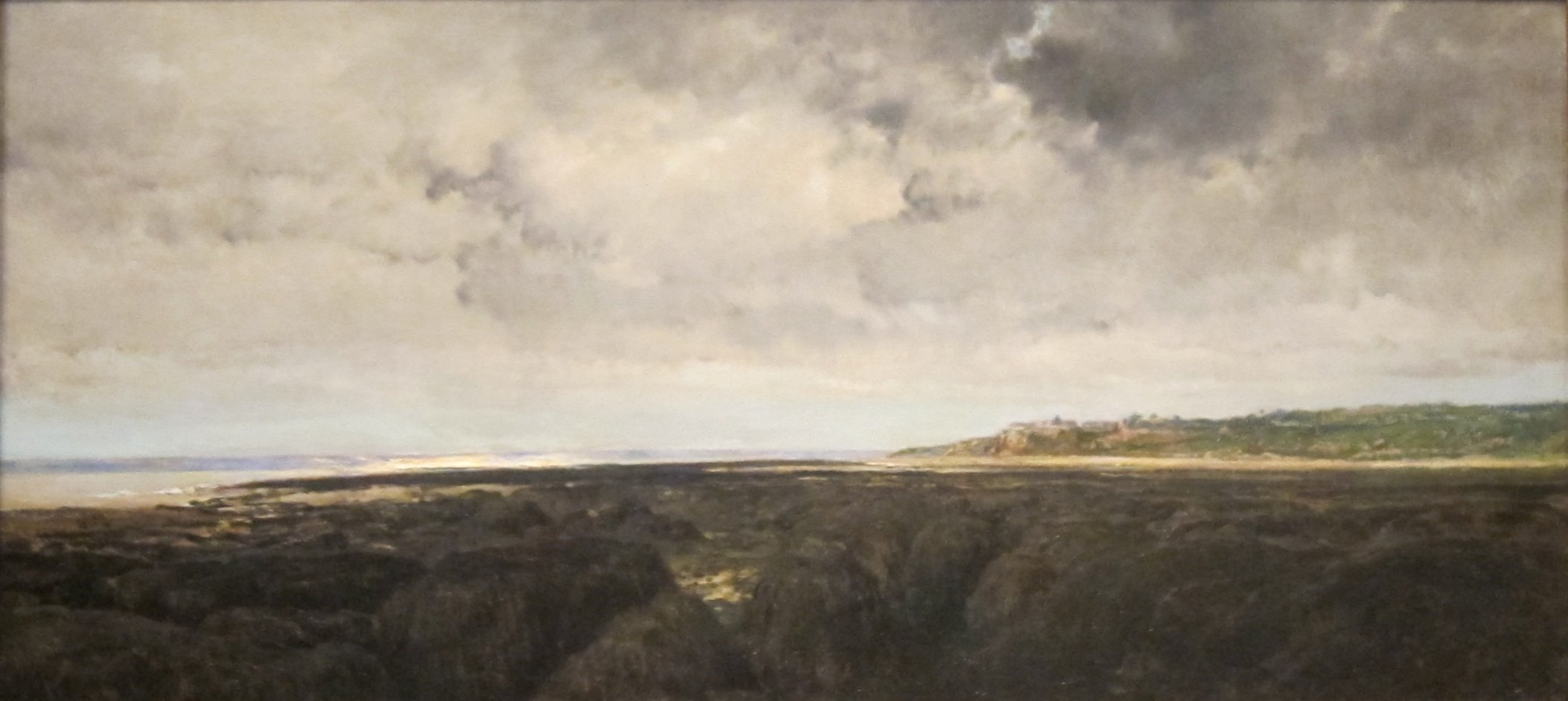
Villerville vue depuis le Ratier
par Ch. F. Daubigny, 1855.Le Ratier désigne ici le platier que la marée basse dégage au pied de la Pointe du Heurt, sur la côte à 1 km au sud ouest de Villerville.

L'île du Ratier tire son nom du banc du Ratier, alias Rattier, qui n'est pas un banc de sable mais, comme le banc d'Amfard, son jumeau aujourd'hui intégré à la rive nord du fleuve, et comme la Gambe d'Amfard, que depuis 2005 longe la digue de Port 2000, un écueil plat, submergé à marée haute par 1,40 m d'eau. Une légende publiée sinon inventée en 1858 fait de ce banc rocheux caparaçonné de moules le corps d'un « roi des mers », le géant Ratir, capitaine de pirates pétrifié par une fée pour lui avoir désobéi. Radhari, de rad, conseil, et hari, armée, est un anthroponyme germanique à l'origine du toponyme Ratiéville, Ratiervilla en latin du XIIIe siècle.
Un ratier, plus communément radier, désigne dans la langue normande du XVIIIe siècle, outre un chasseur de rat comme en français, une rigole longeant le côté bas d'une chaussée ainsi que, pour un animal, une voie d'échappement. Le bas latin rattus, qui a donné rat en langue d'oil comme en langue d'oc, pourrait venir d'un celtique *rattos, correspondant au breton red, course, au rwydd du gallois gorwydd, coursier, au roi de palefroi et plus certainement au vieux breton réátir, gallois rhead, courant. Rāt, avec un a long, désigne par métonymie quelque chose qui s'échappe en courant, le muridé mais aussi une eau vive, d'où le verbe rater, laisser s'échapper, et encore ce qui crée du courant, peut être une digue, correspondant alors au vieil irlandais ráth, levée de terre. L'association entre une construction permettant l'écoulement et l'animal qui le fréquente est naturelle et se conserve dans l'occitan ballat ratier, drain, et dans le ratier des châteaux forts. Le sens hydronymique, partant oronymique, du terme est attesté dans les aires poitevine, nord-occitane et francoprovençale. Son degré zéro rit, comme dans Darioritum, signifie gué, rhyd en gallois. Ratier, comme c'est le cas dans les montagnes du centre de l'ancienne Gaule (Ratières, Le Ratier, Serre Ratier, pic du Ratier, ruisseau de Ratière, Château Ratier, Pont Ratier, Nantes-en-Ratier, Oris-en-Rattier, Ratié, Ratier, Ratiere, Ratierre, Ratiez...), désignerait ainsi une eau courante franchissable à pieds ou ce sur quoi cette eau court. C'est vraisemblablement en ce sens qu'en cauchois, dialecte conservateur qui peut témoigner des parlers augeois oubliés, ratier désigne, de façon plus restreinte, un platier.

## Position géographique
« Et tu ne crains rien le Banc de Ratier ; mais tu seras bien pres de luy [...] »

— Recommandation d'un manuel de navigation de la fin du XVe siècle au pilote entrant en Seine.
L'île s'élève au milieu de la rade de La Carosse, partie maritime de la crique de Rouen, au large de la côte de Grâce, précisément à 2 530 m des bunkers de la plage de Cricquebœuf, presque plein Nord. Elle est séparée du rivage par une fosse peu profonde, la Fosse sud, que ferme partiellement la digue du Ratier. Cet enrochement rectiligne et submersible, où se sont noyés plusieurs promeneurs ou pêcheurs à pied et où le 2 février 1987 s'échouait en feu le pétrolier britannique Ott Garth, s'étire à distance de l'île sur 4 680 m vers l'extrémité orientale de la plage du Butin, sur la côte honfleuraise du pays d'Auge dont il est séparé par une passe large de 340 m.
| Sainte-Adresse | Le Havre        | Gonfreville-l'Orcher |
| La Manche      | l'île du Ratier | Honfleur             |
| Villerville    | Cricquebœuf     | Pennedepie           |

## Forme et construction
L'île est longue de 350 m et, selon les cotes CMH, culmine à 10 m, soit l'équivalent d'un immeuble de quatre étages. Cinq cent quarante quatre mil tonnes d'un mélange de gravier et de sable, issu des dragages effectués lors de la construction de Port 2000, forment deux îlots, ouest et est, reliés par un cordon septentrional qui dessine entre eux une lagune. L'îlot ouest, le plus large, parce qu'au vent, l'est de 200 m. Le pourtour est renforcé par les cinquante sept mil tonnes d'un enrochement dressé 2 m au-dessus du niveau moyen de la mer, presque autant en dessous, sauf le long de la lagune, ce qui doit permettre au rivage de celle ci d'évoluer naturellement. Il délimite une surface d'un hectare et demi. La marée basse découvre un ensemble de cinq hectares.

## Faune

Mysis kervillei, « crevette d’appât » découverte au nord ouest du Ratier en 1885 et reclassée depuis dans le genre Schistomysis.

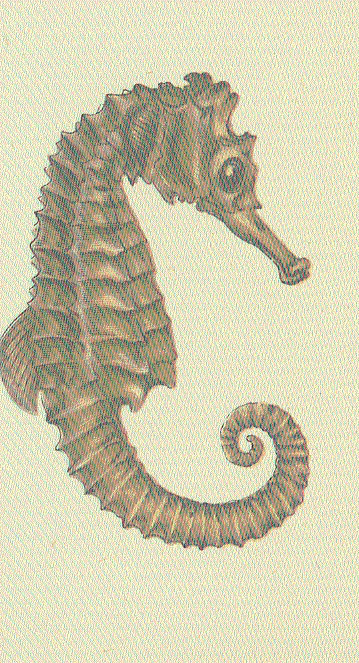
Le rare dragon des mers, Hippocampe à nez court, habite les sables autour du Ratier.

Les principaux oiseaux migrateurs concernés sont des anatidés, des sternidés, notamment les Sternes pierregarin, caugek et naine, et d'autres laridés, tels le Goéland brun, le Goéland pontique, le Goéland à pattes jaunes, la Mouette rieuse, la Mouette à tête noire, la Guifette noire, mais on observe aussi toutes sortes de limicoles, dont le Tournepierre à collier, le Chevalier gambette, le Bécasseau variable, en tout soixante six espèces différentes. Les plus fréquentes, les plus banales, sont maritimes, le Grand Cormoran, le Goéland marin et le Goéland argenté. Outre ces deux espèces de goéland, deux anatinés ont fait de l'île un site de nidification, le Tadorne de Belon et le Canard colvert, ainsi que l'Huitrier pie. Il n'aura fallu que deux années pour obtenir ce résultat. Depuis, une autre espèce nicheuse s'est installée, le Petit Gravelot.
Les abords de l'île sont fréquentés occasionnellement par quelques phoques opportunistes, veaux marins de la baie de Somme, de la baie des Veys ou de la baie du Mont Saint-Michel et phoques gris de Molène.
Les hauts fonds des alentours, qui s'étirent vers l'ouest, abondent en moules, bigorneaux et crevettes grises, lesquelles, moyennant une dérogation administrative, peuvent être pêchées, principalement en été et à l'automne. Les coques, espèce sentinelle, se sont implantées dans les sables fins qui affleurent à l'ouest de l'île. La gravette blanche, appât bien connu des pêcheurs en déclin ailleurs dans l'estuaire, prospère dans la lagune du Ratier, même si, périodiquement semble-t il, la taille moyenne des individus diminue, tout comme le chancre de vase, un crustacé minuscule.
C'est autour du Ratier que les fileyeurs d'Honfleur pêchaient au trémail le turbot, pratique désormais anecdotique. Les surfcasters y taquinent le maquereau.  Comme partout, en raison de la pollution, les civelles, qui ne sont plus comestibles, périclitent.

## Flore
L'île artificielle était dès 2008 colonisée par trente espèces, sous espèces ou variétés de plantes. Huit sont des plus communes. Vingt deux sont inscrites à l'inventaire du patrimoine naturel, les moins rares étant quatre herbes ou racines comestibles,
- la variété cymosus du Scirpe maritime,
- la sous espèce incana de la Roquette bâtarde (en),
- le Petit cresson,
- la sous espèce album de l'Orpin blanc, qui réalise la photosynthèse par la voie du phosphoglycérate à trois atomes de carbone.

| Dix taxons exceptionnels présents en 2007.                          |
| ------------------------------------------------------------------- |
| la sous espèce maritima de la Roquette de mer                       |
| le Fraisier à fleurs jaunes                                         |
| l'Épine de mer                                                      |
| la sous espèce peploides du Pourpier de mer                         |
| la variété maritima de la sous espèce Maritima de la Soude maritime |
| la sous espèce maritima de la Matricaire maritime                   |
| dont quatre graminées                                               |
| la sous espèce litoralis de la Fétuque rouge                        |
| la sous espèce sterilis de l'Avoine sauvage                         |
| le Chiendent paniculé                                               |
| l'Alkali de bord de mer                                             |

| Huit taxons très rares présents en 2007.          |
| ------------------------------------------------- |
| la Cotonnière jaunâtre                            |
| la sous espèce tripolium de l'Aster maritime      |
| la sous espèce gummifer de la Carotte sauvage     |
| le Fenouil marin                                  |
| Pâturin d'ivraie (Catapodium loliaceum)           |
| la Fausse épine de mer                            |
| la sous espèce tenuis du Lotier corniculé         |
| la sous espèce triandra du Saule à trois étamines |

Depuis, de nouvelles espèces continuent d'apparaître.

## Préservation
Contrairement aux autres aménagements de l'estuaire réalisés pour la conservation de la nature, l' « île aux oiseaux » est un succès, eu égard à la biodiversité obtenue dès mars 2007 mais aussi à l'utilité bionomique de l'ouvrage. Jusqu'à mil cinq cent oiseaux s'y réfugient en effet simultanément pour attendre la marée basse. Ces populations tendent à se disperser le long de la partie sous le vent, orientale, du banc, à mesure que celui ci, sous l'effet naturel des courants et contre courants générés par l'île artificielle, gagne avec le temps en surface. 
L'approche de l'île, soit un quart de mille marin, est interdite au public, a fortiori tout débarquement. Les trafics marchand au nord de l'île, entrée de l'estuaire, et plaisancier, autour de l'île, sont toutefois importants.
L'île est située dans le domaine public maritime et appartient au Grand port maritime de Rouen, GPMR, comme tout le lit mineur de l'estuaire, seule la rive septentrionale de celui ci appartenant au Grand port maritime du Havre, GPMH. Elle est incluse dans la Réserve naturelle nationale de l'estuaire de la Seine et bénéficie des subventions européennes Natura 2000. La gestion de la réserve est déléguée par l'état à une association loi de 1901 d'une quinzaine de salariés, La Maison de l'estuaire. Celle ci travaille en coordination avec les bénévoles du Groupe ornithologique normand, GONm.
Le site est intégré à une « zone importante pour la conservation des oiseaux », ZIPCO. Il fait l'objet de mesures de protection dirigées tant vers les oiseaux, « zone de protection spéciale » dite « baie de Seine orientale », que vers la flore et l'ensemble du paysage, « zone spéciale de conservation » dite « littoral augeron ». Ces programmes de sauvegarde, précédemment coordonnés depuis Brest par l'Agence des aires marines protégées, le sont depuis 2016 par l'Agence française pour la biodiversité, basée en région parisienne. La création d'une « zone de conservation halieutique », ZCH, est à l'étude depuis 2018.

### Sources
1. ↑  Fabrice Gallien, « Les actions du GONm dans l estuaire de la Seine », in Le Petit cormoran, no 13, p. 4-5, Groupe ornithologique normand, Caen, 2003.
2. ↑  Gérard Rocamora & Marc Thauront, Les zones importantes pour la conservation des oiseaux en France, LPO, Rochefort sur mer, 1994  (ISBN 2-11-087987-4), 339 p.
3. 1 2 3  Christophe Aulert, Pascal Provost, Christophe Bessineton & Christelle Dutilleul, « Les mesures compensatoires et d'accompagnement Port 2000 : retour d'expérience. », in Sciences Eaux & Territoires, n° spécial "Ingéniéries", p. 55, IRSTEA, Antony, 2009  (ISSN 1775-3783).
4. ↑  Christophe Bessineton, Anna Meskah & al., Les impacts environnementaux des aménagements portuaires dans l’Estuaire de la Seine de Rouen au Havre, p. 4, Union portuaire rouennaise, Rouen, 2008.
5. ↑  « Les Oiseaux de la zone de protection spéciale », p. 11, Maison de l'estuaire, Le Havre, octobre 2009.
6. 1 2  René Streiff, « L'estuaire de la Seine et le pont de Tancarville. », in L'information géographique, vol. XXIV, no 1, p. 23, J. B. Baillière & fils, Paris, 1960 DOI 10.3406/ingeo.1960.1951.
7. 1 2  René Streiff, « L'estuaire de la Seine et le pont de Tancarville. », in L'information géographique, vol. XXIV, no 1, p. 22, J. B. Baillière & fils, Paris, 1960 DOI 10.3406/ingeo.1960.1951.
8. ↑  Louis Lambert, L’ostréiculture, la mytiliculture et la conchyliculture, p. 121, in É. Le Danois, Manuel des pêches maritimes, no 12, fasc. 4, Office scientifique et techniques des pêches maritimes, Paris, avril 1936.
9. ↑  « Classements sanitaires », in Atlas des zones de production et de reparcage de coquillages, Office international de l'eau, Paris, 2019.
10. ↑  Natura 2000 "baie de Seine orientale" et "littoral augeron". État des lieux et usages., III "Diagnostic socio-économique", p. 64, AFB, Vincennes, 22 janvier 2016.
11. ↑  L. A. Expilly, Dictionnaire géographique, historique et politique des Gaules et de la France, t. III "F-K", p. 777, [s.e.], Paris, 1764.
12. ↑  G. Lennier, L'Estuaire de la Seine, vol. II, IV, 2, p. 140, Journal "Le Havre", Le Havre, 1885.
13. ↑  Louis Lambert, L’ostréiculture, la mytiliculture et la conchyliculture, p. 122, in É. Le Danois, Manuel des pêches maritimes, no 12, fasc. 4, Office scientifique et techniques des pêches maritimes, Paris, avril 1936.
14. ↑  J. Aribaud, « Interdiction de la pêche des anguilles dans les eaux maritimes littorales du département de la Seine Maritime et dans le fleuve Seine en vue de la consommation et de la commercialisation », Préfecture de Seine maritime, Le Havre, 23 janvier 08.
15. 1 2  Christophe Bessineton, Anna Meskah & al., Les impacts environnementaux des aménagements portuaires dans l’Estuaire de la Seine de Rouen au Havre, p. 43, Union portuaire rouennaise, Rouen, 2008.
16. ↑  Vincent Toison, « Inventaire des mesures de gestion des espèces et habitats marins Natura 2000 en sous-région marine (SRM) Manche-mer du Nord », p. 20, Agence des aires marines protégées, Brest, 14 mai 2012.
17. ↑  Christophe Bessineton, Anna Meskah & al., Les impacts environnementaux des aménagements portuaires dans l’Estuaire de la Seine de Rouen au Havre, p. 25-27, Union portuaire rouennaise, Rouen, 2008.
18. 1 2 3 4 5 6 7 8 9  Christophe Aulert, Pascal Provost, Christophe Bessineton & Christelle Dutilleul, « Les mesures compensatoires et d'accompagnement Port 2000 : retour d'expérience. », in Sciences Eaux & Territoires, n° spécial "Ingénieries", p. 58, IRSTEA, Antony, 2009  (ISSN 1775-3783).
19. 1 2 3 4 5  Christophe Aulert, Pascal Provost, Christophe Bessineton & Christelle Dutilleul, « Les mesures compensatoires et d'accompagnement Port 2000 : retour d'expérience. », in Sciences Eaux & Territoires, n° spécial "Ingénieries", p. 68, IRSTEA, Antony, 2009  (ISSN 1775-3783).
20. ↑  G. Barbel, «  Le filz du roy, tresexcellent pylote, Gubernateur et maistre de navire. », Ms. fr. 1715, f° 66, v°, v. 37-38, BnF, 1533.
21. ↑  Denis Hüe, « De Dieppe à Rouen : îles, mers et navigation », in Chantal Connochie-Bourgne, Mondes marins du Moyen Âge, p. 199-215, Presses universitaires de Provence, Aix-en-Provence, 2006  (ISBN 9782821836860) DOI 10.4000/books.pup.3840.
22. ↑  H. Gadeau de Kerville, « Aperçu de la faune actuelle de la Seine et de son embouchure (depuis Rouen jusqu'au havre) », in G. Lennier, L'Estuaire de la Seine, vol. II, IV, 3, p. 173, Journal "Le Havre", Le Havre, 1885.
23. ↑  H. Gadeau de Kerville, « Aperçu de la faune actuelle de la Seine et de son embouchure (depuis Rouen jusqu'au havre) », in G. Lennier, L'Estuaire de la Seine, vol. II, IV, 3, p. 169, Journal "Le Havre", Le Havre, 1885.
24. ↑  Pitre Chevalier, « La légende de la Fée Creunia », in Musée des familles, t. XXV, p. 274, Paris, 1858.
25. ↑  J. Adigard des Gautries & F. Lechanteur, « Les Noms des Communes de Normandie - III. », in Supplément aux Annales de Normandie, t. XII, n° 2, p. 7, Caen, 1962.
26. ↑  W. von Wartburg, FEW, XVI, p. 668, ATILF, Nancy, 2003.
27. ↑  H. Moisy, Dictionnaire de patois normand, p. 540, Henri Delesques, Caen, 1887.
28. ↑  L. Du Bois & J. Travers, Glossaire du patois normand, p. 302, A. Hardel, Caen, 1856.
29. 1 2  Pierre Malvezin, Glossaire de la langue d'oc, p. 72, Société nationale de linguistique, Paris, 1929.
30. ↑  J. Loth, Vocabulaire vieux-breton, Paris, Honoré Champion, 1970 (1re éd. 1884) (lire en ligne), p. 208.
31. ↑  P.-Y. Lambert, La langue gauloise, p. 38, Errance, Paris, 1997  (ISBN 2-87772-089-6).
32. ↑  Pierre Malvezin, Glossaire de la langue d'oc, p. 250, Société nationale de linguistique, Paris, 1929.
33. ↑  P.-Y. Lambert, La langue gauloise, p. 93, Errance, Paris, 1997  (ISBN 2-87772-089-6).
34. ↑  Raymond Jourdan, Montagnac, [s.d.],, cité in Robert A. Geuljans, « Glossaire des termes occitans avec leur traduction en français » in Robert A. Geuljans, Dictionnaire étymologique de la langue d’oc, ex Faculté de lettres de l’Université d'Utrecht, Grenoble, 2011.
35. ↑  Ratier dans les fondations d'une tour.
36. 1 2  Jean Arsac, « L'eau en Velay », in Nouvelle revue d'onomastique, n° 11-12, p. 102-104, 1988 DOI 10.3406/onoma.1988.992.
37. ↑  P.-Y. Lambert, La langue gauloise, p. 37, Errance, Paris, 1997  (ISBN 2-87772-089-6).
38. ↑  P.-Y. Lambert, La langue gauloise, p. 30, Errance, Paris, 1997  (ISBN 2-87772-089-6).
39. ↑  Yves Martinent, « Les parcelles cadastrales de Vallon-Pont-d’Arc », p. 34-35, Amis de l’Histoire de la région de Vallon, Vallon-Pont-d'Arc, 2015.
40. ↑  Michèle Schortz, Spécificités du parler d'Yport, « 2.2.5 "Lexique" », L’Écho des vagues en ligne, Rouen, juin 2002.
41. ↑  P. Garcie, Le grant routtier et pillotage de la mer, LXVI, p. 82r, Enguilbert de Marnef, Poitiers, 1520.
42. ↑  Delphine Revol, « La digue du Ratier à Honfleur, "point noir" de la côte », in Actu.fr, Publihebdos, Rennes, 13 mars 2013.
43. ↑  Recueil des actes administratifs.
44. ↑  « Géoportail (IGN), couche « Limites administratives » activée »
45. ↑  G. O. Sars, « Description d’une espèce nouvelle de Mysis », Université du Roi Frédéric, Christiania, 1885, cité in H. Gadeau de Kerville, « Note sur les Crustacés Schizopodes (en) de l'estuaire de la Seine », in Bulletin, p. 92-98, Société des amis des sciences naturelles de Rouen, Rouen, juin 1885.
46. ↑  H. Gadeau de Kerville, « Note sur les Crustacés Schizopodes (en) de l'estuaire de la Seine », in Bulletin, p. 91, Société des amis des sciences naturelles de Rouen, Rouen, juin 1885.
47. ↑  H. Gadeau de Kerville, « Aperçu de la faune actuelle de la Seine et de son embouchure (depuis Rouen jusqu'au havre) », in G. Lennier, L'Estuaire de la Seine, vol. II, IV, 3, p. 152, Journal "Le Havre", Le Havre, 1885.
48. 1 2 3  Christophe Aulert, Pascal Provost, Christophe Bessineton & Christelle Dutilleul, « Les mesures compensatoires et d'accompagnement Port 2000 : retour d'expérience. », in Sciences Eaux & Territoires, n° spécial "Ingéniéries", p. 66, IRSTEA, Antony, 2009  (ISSN 1775-3783).
49. 1 2  4e plan de gestion de la réserve naturelle nationale de l'estuaire de la Seine, Tome III "Opérations et annexes", p. 102, Maison de l’Estuaire, Le Havre, juin 2018.
50. ↑  Fiche MNHN.
51. ↑  Louis Lambert, L’ostréiculture, la mytiliculture et la conchyliculture, p. 145, in É. Le Danois, Manuel des pêches maritimes, no 12, fasc. 4, Office scientifique et techniques des pêches maritimes, Paris, avril 1936.
52. ↑  Natura 2000 "baie de Seine orientale" et "littoral augeron". État des lieux et usages., III "Diagnostic socio-économique", p. 40-41, AFB, Vincennes, 22 janvier 2016.
53. ↑  4e plan de gestion de la réserve naturelle nationale de l'estuaire de la Seine, Tome III "Opérations et annexes", p. 281, Maison de l’Estuaire, Le Havre, juin 2018.
54. ↑  4e plan de gestion de la réserve naturelle nationale de l'estuaire de la Seine, Tome III "Opérations et annexes", p. 289, Maison de l’Estuaire, Le Havre, juin 2018.
55. ↑  4e plan de gestion de la réserve naturelle nationale de l'estuaire de la Seine, Tome III "Opérations et annexes", p. 293, Maison de l’Estuaire, Le Havre, juin 2018.
56. ↑  H. Gadeau de Kerville, « Aperçu de la faune actuelle de la Seine et de son embouchure (depuis Rouen jusqu'au havre) », in G. Lennier, L'Estuaire de la Seine, vol. II, IV, 3, p. 192, Journal "Le Havre", Le Havre, 1885.
57. ↑  Document d’objectifs du site Natura 2000 « Estuaire de Seine » n° FR2300121, t. 9 "Partie endiguée", p. 108, Maison de l'estuaire, Le Havre, 2011.
58. ↑  Natura 2000 "baie de Seine orientale" et "littoral augeron". État des lieux et usages., III "Diagnostic socio-économique", p. 63, AFB, Vincennes, 22 janvier 2016.
59. ↑  Document d’objectifs du site Natura 2000 « Estuaire de Seine » n° FR2300121, t. 9 "Partie endiguée", p. 76, Maison de l'estuaire, Le Havre, 2011.
60. 1 2 3 4 5  Christophe Aulert, Pascal Provost, Christophe Bessineton & Christelle Dutilleul, « Les mesures compensatoires et d'accompagnement Port 2000 : retour d'expérience. », in Sciences Eaux & Territoires, n° spécial "Ingéniéries", p. 67, IRSTEA, Antony, 2009  (ISSN 1775-3783).
61. ↑  Christophe Bessineton, Anna Meskah & al., Les impacts environnementaux des aménagements portuaires dans l’Estuaire de la Seine de Rouen au Havre, p. 50, Union portuaire rouennaise, Rouen, 2008.
62. ↑  Natura 2000 "baie de Seine orientale" et "littoral augeron". État des lieux et usages., III "Diagnostic socio-économique", p. 57-58, AFB, Vincennes, 22 janvier 2016.
63. ↑  Christophe Aulert, Pascal Provost, Christophe Bessineton & Christelle Dutilleul, « Les mesures compensatoires et d'accompagnement Port 2000 : retour d'expérience. », in Sciences Eaux & Territoires, n° spécial "Ingéniéries", p. 60, IRSTEA, Antony, 2009  (ISSN 1775-3783).
64. ↑  « Agent supérieur en transports maritimes, portuaires, activités douanières. », Union portuaire rouennaise, Rouen, 2019.

### Webographie
- Maison de l'estuaire.
- Cellule de suivi du littoral normand.
- Groupe ornithologique normand.